# Emmanuel Lellouch
Pour les articles homonymes, voir Lellouch.
Emmanuel Lellouch (né en 1963) est un astronome et planétologue français.

## Biographie
Emmanuel Lellouch travaille à l'observatoire de Paris. Lellouch y étudie principalement les atmosphères des planètes et de leurs satellites grâce notamment à la spectroscopie infra-rouge et millimétrique. Il a fait d'importantes contributions aux premières observations de l'atmosphère globale du satellite galiléen Io, à la mesure des vents sur Vénus et Mars, et à la détection d'eau sur les planètes externes du système solaire. 
Il a aussi étudié les surfaces des planètes et les comètes, il a été et est toujours chercheur ou associé chercheur aux expériences menées par plusieurs sondes spatiales telles Phobos, Galileo, ISO, Cassini, Mars Express, Rosetta, FIRST.
L'astéroïde (5519) Lellouch est nommé d'après lui.

## Publication
- Alain Doressoundiram et Emmanuel Lellouch, Aux Confins du système solaire, 2008 [détail des éditions]